# Pelophylax cretensis
Pelophylax cretensis – gatunek płaza bezogonowego z rodziny żabowatych (Ranidae), występujący endemicznie na greckiej wyspie Krecie. Dorasta do 8 cm długości i z wyglądu przypomina spokrewnioną żabę śmieszkę. Zasiedla tereny podmokłe. Gatunek narażony na wyginięcie w związku ze stosunkowo niewielkim zasięgiem występowania oraz spadkiem rozmiarów i jakości preferowanych siedlisk.

## Pozycjataksonomiczna
Na status osobnego gatunku wskazują różnice w mtDNA oraz allozymach w porównaniu z innymi przedstawicielami rodzaju Pelophylax.

## Wygląd
Płaz ten dorasta do 5–8 cm długości i z wyglądu przypomina spokrewnioną żabę śmieszkę (Pelophylax ridibundus), od której różni się:
- ubarwieniem, które zazwyczaj jest brązowo-szare (rzadziej zielonkawe) z widocznymi brązowymi kropkami
- żółtawą pachwiną oraz wewnętrzną częścią ud
- lepiej rozwiniętym modzelem podeszwowym

## Zasięg występowania i siedlisko
Endemit. Występuje wyłącznie na greckiej wyspie Krecie, gdzie spotykany jest na obszarach nizinnych poniżej 100 m n.p.m. Zasięg (Extent of Occurrence, EOO) wynosi 13 874 km².
Płaz ten zasiedla tereny podmokle takie jak wolnopłynące rzeki, strumienie, jeziora i bagna. Do rozrodu dochodzi zapewne w zbiornikach wodnych.

## Status i ochrona
W Czerwonej księdze gatunków zagrożonych IUCN Pelophylax cretensis wymieniony jest jako gatunek narażony (VU, Vulnerable) w związku ze stosunkowo niewielkim zasięgiem i spadkiem w rozmiarach i jakości jego siedlisk. Gatunkowi temu zagraża głównie utrata i degradacja siedlisk spowodowana aktywnością ludzką, taką jak urbanizacja, turystyka czy rolnictwo, a także konkurencja ze strony inwazyjnej żaby ryczącej (Lithobates catesbeianus) oraz odłów w celach naukowych.
Gatunek ten występuje w wielu obszarach chronionych, które nie są natomiast właściwie zarządzane. Wymieniony jest również w załączniku V dyrektywy siedliskowej Unii Europejskiej i załączniku III konwencji berneńskiej. Figuruje również w greckiej czerwonej księdze gatunków zagrożonych (National Red List of Greece) jako gatunek zagrożony (Endangered).